# Riedensheim
Riedensheim ist ein Kirchdorf und Ortsteil des Marktes Rennertshofen im bayerischen Landkreis Neuburg-Schrobenhausen. Zur Gemarkung gehört auch die Einöde Dittenfeld.

## Geographie
Riedensheim liegt etwa 4 km östlich des Hauptorts Rennertshofen am Südrand der Südlichen Frankenalb, der das Donautal im Norden begrenzt. Direkt südlich von Riedensheim fließt die Donau in westöstlicher Richtung. Dittenfeld befindet sich nordwestlich von Riedensheim.

Verkehrstechnisch liegt es direkt an der Staatsstraße St 2214 von Rennertshofen nach Neuburg an der Donau.
Die Nachbarorte von Riedensheim sind im Westen Stepperg, Hatzenhofen und Treidelheim, im Nordwesten Siglohe, weit im Norden Hütting, im Nordosten und Osten die Neuburger Ortsteile Bergen, Forsthof, Gietlhausen, Ziegelau, Laisacker, Bittenbrunn und Auschlösschen, und im Süden jenseits der Donau Unterhausen, Oberhausen und Beutmühle.

## Geschichte
Zahlreiche Spuren deuten auf eine frühe Besiedelung hin: Am nordwestlichen Ortsrand von Riedensheim befinden sich Reste einer jungsteinzeitlichen Siedlung. Im Westen der Gemarkung, im Hartl und im Sandschlag fanden sich Gräber aus der Bronzezeit. Westlich der Ortskirche und nahe der Sofienquelle bei Dittenfeld befanden sich Reste eines römischen Gutshofes.

Rudinsheim erschien urkundlich erstmals 1214 als Bestandteil des pappenheimischen und früheren königlichen Amtes Neuburg an der Donau. 1247 gingen die Pappenheimer Rechte an die Wittelsbacher über. 1323 schenkte Kaiser Ludwig der Bayer den Kirchensatz zu Rüdensheim dem Kloster Niederschönenfeld. Nach dürftigen Quellen gab es in Riedensheim eventuell einen Ortsadel, die Riedelsheimer, deren Burg jedoch noch nicht entdeckt wurde.
Zu Riedensheim zählt ein ehemaliger Schießplatz (an der Straße nach Bittenbrunn). Nach dem Zweiten Weltkrieg diente er als Wohnstätte für Kriegsflüchtlinge. Anschließend wurde er bis in die 1990er Jahre wieder militärisch als Standortschießanlage durch die Bundeswehr genutzt. Heute ist dort das Tierheim des Tierschutzvereins Neuburg-Schrobenhausen.
Riedensheim bildete seit dem zweiten Gemeindeedikt von 1818 mit Dittenfeld eine Gemeinde im Landgericht Neuburg an der Donau; mit der Trennung von Justiz und Verwaltung war für letztere ab 1. Juli 1862 das Bezirksamt Neuburg an der Donau (ab 1938: Landkreis) zuständig. Bis zum 30. Juni 1972 gehörte das Dorf mit seinem Ortsteil Dittenfeld als selbständige Gemeinde zum schwäbischen Landkreis Neuburg an der Donau und wurde dann im Zuge der Gebietsreform in Bayern dem nunmehr oberbayerischen, vergrößerten Landkreis Neuburg an der Donau zugeschlagen, der am 1. Mai 1973 den Namen Landkreis Neuburg-Schrobenhausen erhielt. Am 1. Mai 1978 erfolgte die Eingemeindung in den Markt Rennertshofen.

## Einwohnerzahl
1840 hatte die Gemeinde 240 Einwohner, 1880 nur noch 180 Einwohner und 1925 eine Bevölkerung von 220 Personen. 1961 wohnten in der Gemeinde 231 Personen, davon 182 im Hauptort und 49 in Dittenfeld.

## Kirche
Die katholische Filialkirche Sankt Stephanus in Riedensheim gehört zur Pfarrei Sankt Michael in Stepperg. Sie ist wohl ein einheitlicher Bau des 14. Jahrhunderts, vielleicht unterer Verwendung älterer Reste (Turmspitze wohl 15./16. Jahrhundert). Anfang des 18. Jahrhunderts erfolgten Veränderungen im Inneren und der Fenster sowie der Sakristeianbau. Die Altäre sind Werke des 18. Jahrhunderts. Das Hochaltarbild zeigt den Kirchenpatron, seitlich Schnitzfiguren der Hl. Cosmas und Damian, oben im Auszug eine Gemälde des hl. Sebastian. Im nördlichen Seitenaltar ist der hl. Josef dargestellt, darüber ein Bild des hl. Leonhard. Die sieben Schmerzen Mariens sind Thema des südlichen Seitenaltar-Bildes, im Auszug der hl. Isidor, einer der Schutzpatrone der Bauern.

## Baudenkmäler
Siehe: Liste der Baudenkmäler in Riedensheim

## Flutpolder Riedensheim
Vom März 2015 bis Dezember 2019 wurde der Flutpolder Riedensheim errichtet; er ist seit 2020 technisch betriebsbereit und hat ein Volumen von ca. 8,3 Mio. m³. Bei einer gezielten Steuerung des Polders kann der Scheitelabfluss der Donau von 2200 m³ je Sekunde um 165 m³ je Sekunde reduziert werden.